# Электрическая централизация стрелок и сигналов
Электрическая централизация стрелок и сигналов (ЭЦ) — станционная система централизованного контроля и управления объектами железнодорожной автоматики и телемеханики с обеспечением установленных требований безопасности движения железнодорожных поездов и заданной пропускной способности.

## Классификация

Микропроцессорная электроцентрализация на станции Костино, МЖД

Различают электрическую централизацию стрелок и сигналов:
- релейная централизация, где все функции управления и контроля объектами железнодорожной автоматики и телемеханики станции реализуются при помощи релейных схем (например УЭЦ, БМРЦ, ЭЦ-8, ЭЦ-12-00, ЭЦ-12-2003, ЭЦ-К-2000, ЭЦ-К-2003, ЭЦИ, ЭЦИ-99);
- релейно-процессорная централизация, где функции управления и контроля реализуются с помощью релейных схем и программно-аппаратных средств (например ЭЦ-МПК, Диалог);
- микропроцессорная централизация, где все функции управления и контроля путевыми объектами железнодорожной автоматики и телемеханики станции реализуются при помощи программно-аппаратных средств на основе микропроцессоров (например МПЦ-МПК, Ebilock-950, ЭЦ-ЕМ , МПЦ-2, МПЦ-И).

## Пост электрической централизации

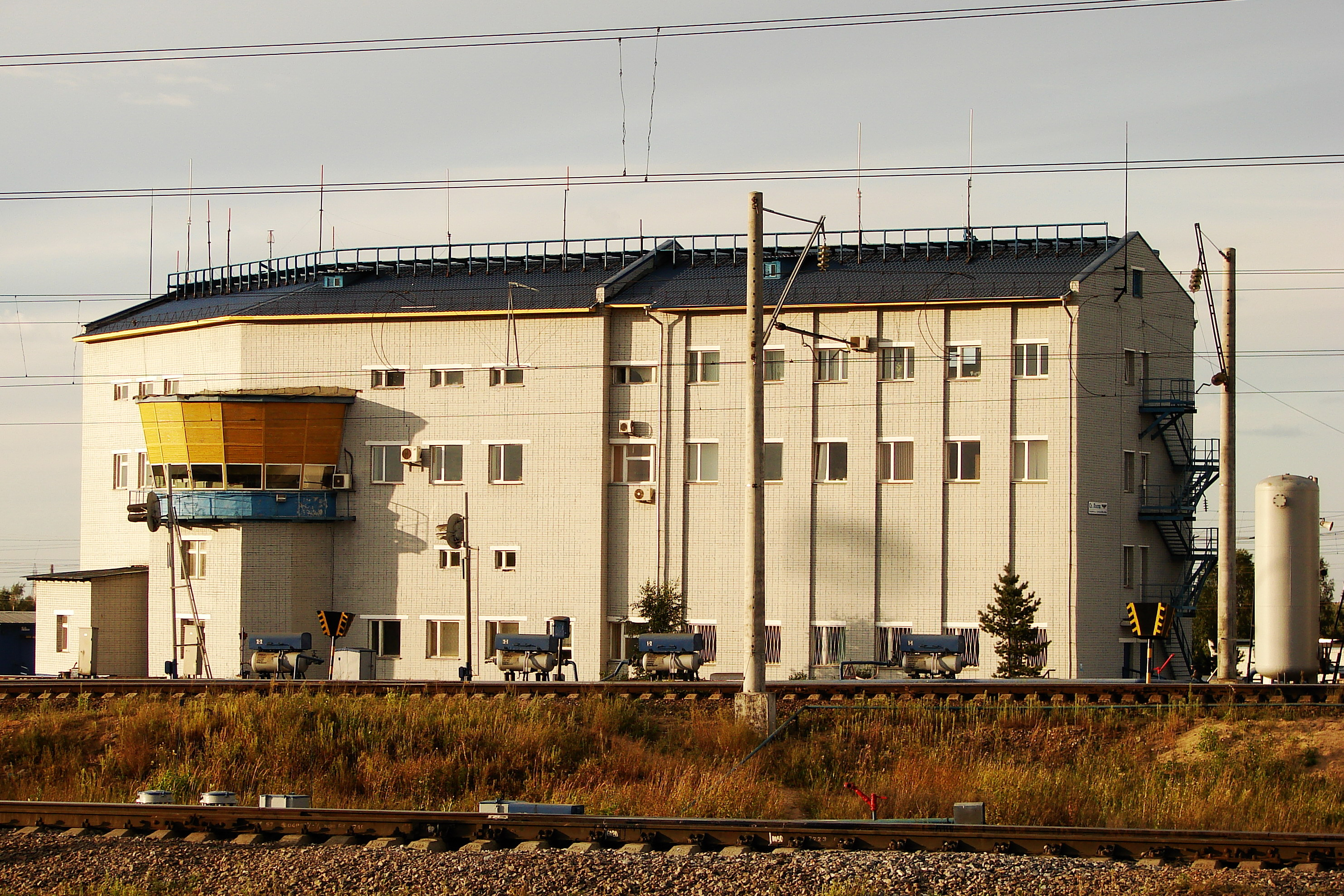
Пост ЭЦ

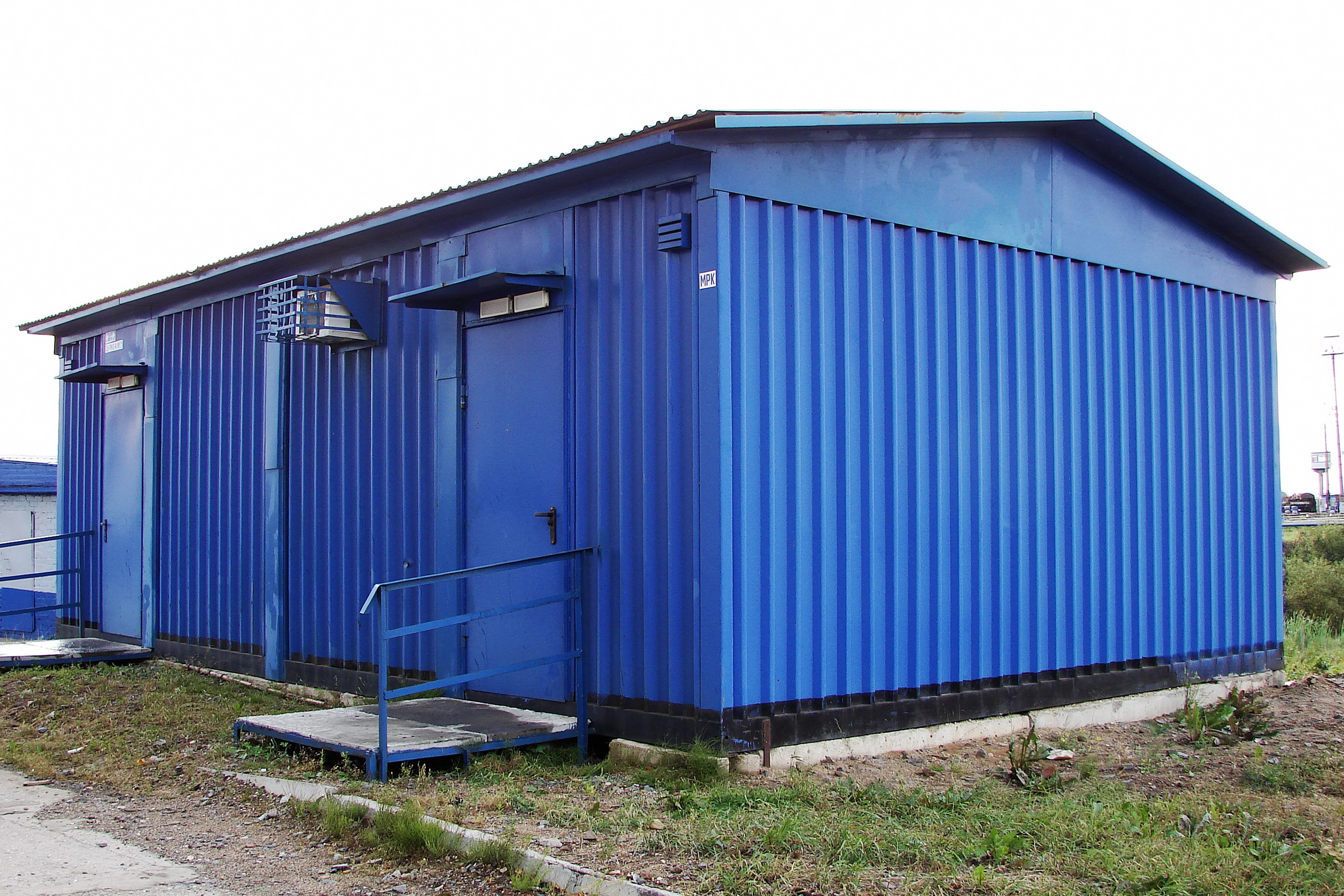
Здание (модуль) поста электрической централизации

Пост электрической централизации (пост ЭЦ) — помещение на железнодорожной станции (здание, транспортабельный модуль), в котором располагается комплекс технических средств для управления движением поездов и маневровых единиц на станциях и сортировочных горках, обеспечивающих функционирование сигналов (светофоров), стрелок, их взаимозависимость, установку и замыкание маршрутов, контроль проследования поездов по маршрутам, размыкание маршрутов.
На посту электрической централизации располагается служебный кабинет дежурного по станции. На посту электрической централизации расположен основной рабочий инструмент дежурного по станции — это пульт-управление целой станции, на нём изображена схема всей станции (пути, светофоры, стрелочные переводы), а также есть встроенные кнопки приготовления маршрутов поездов, стрелочные рукоятки для управления стрелочными переводами, имеется также коммутатор, поездная и маневровая радиосвязь, громкоговорящая парковая связь для объявлений пассажирам. У него в подчинении находятся: составители поездов, сигналисты постов. Дежурный по станции подчиняется только начальнику станции и в оперативном порядке поездному диспетчеру.
Модульный пост ЭЦ
Модуль блок-поста предназначен для размещения технологического оборудования устройств СЦБ, связи и радио при капитальном ремонте пути. Он представляет собой готовое здание контейнерного типа с установленной и практически готовой к эксплуатации аппаратурой. На заводе изготовителе по каждой станции проводятся пусконаладочные работы.
Питание модуля осуществляется от однофазной сети переменного тока. Для защиты людей от поражения электрическим током предусмотрена установка УЗО (устройство защитного отключения).
Модуль временного блок-поста может транспортироваться автомобильным и железнодорожным видами транспорта. Погрузка-выгрузка модулей производится стандартной крановой техникой соответствующей грузоподъёмности

## Примеры систем электрической централизации
- ЭЦ-ЕМ — микропроцессорная централизация (МПЦ) стрелок и сигналов[2], разработанная в России предприятием «Радиоавионика». Представляет собой ЭЦ на элементной базе, в которой все зависимости (установка, отмена, размыкание маршрутов при проследовании поезда и т. д.) выполнены программным способом с соблюдением высокого уровня безопасности, а управление напольным оборудованием (стрелки, светофоры, рельсовые цепи, кодирование участков и др.) выполняется при помощи интерфейсных реле. По состоянию на ноябрь 2009 года на сети железных дорог России работает свыше 60 комплектов ЭЦ-ЕМ, в том числе ЭЦ-ЕМ станции Бологое-Московское Октябрьской дороги — самая крупная микропроцессорная централизация в России (свыше 200 стрелок).